# Лиляна Димитрова
Вижте пояснителната страница за други личности с името Лиляна Димитрова.
Лиляна Николова Димитрова, с псевдоним Блага, е деятелка на младежкото и работническо комунистическо движение в България. Участва в комунистическото съпротивително движение през Втората световна война.

## Биография
Родена е в Цариград, Османската империя, на 17 юли 1918 година. През 1937 г. става член на Работническия младежки съюз. Като студентка в Юридическия факултет на Софийския университет е активен член на Българския общ народен студентски съюз. От 1939 г. е член на БКП. За активна антидържавна дейност 2 пъти е интернирана.
Участва в комунистическото движение по време на Втората световна война. В началото на юли 1941 г. преминава в нелегалност. Работи като секретар на районен комитет на РМС, член и секретар на областния комитет на РМС в София. През юни 1942 г. е арестувана и интернирана в женския отдел „Свети Никола“ на концлагера Гонда вода, откъдето само след няколко дни избягва.
Отново се връща в София и работи като секретар на Областния комитет и член на ЦК на РМС. Организира акции и масови демонстрации на софийската работническа младеж. Страда от силно късогледство и затова избягва да се движи из града, познава добре само квартала около бащиния си дом между улиците „Искър“ и „Екзарх Йосиф“ (недалеч от Сточна гара).
Въпреки слабото ѝ зрение в началото на 1944 г. е изпратена в Пловдив за секретар на Областния комитет на РМС. Там е почти безпомощна в непознатия град и това се оказва фатално за нея. През юни е в Стария град, когато полицията организира там блокада. Димитрова се скрива в кокошарник и чака. След време блокадата е вдигната, но тя не вижда и продължава да стои. Идва собственикът и се изненадва от непознатата жена. Отива и вика полиция. Организират полицейска засада, обграждат я, предлагат ѝ да се предаде, но тя започва да стреля с пистолета си и започва неравна престрелка. Димитрова оставя последния патрон за себе си, прострелва се и загива на 27 юни 1944 г., само 20 дни преди да навърши 26 години.

## Памет
Тленните останки на Лиляна Димитрова се съхраняват в криптата на Братската могила в Пловдив в метален саркофаг към монумента.
Лиляна Димитрова е представяна в групата на Петимата от РМС. Към нейната ярка личност проявява интерес поетесата Блага Димитрова – написва поемата „Лиляна“, издадена като книга през 1959 г..
Паметната плоча на Лиляна Димитрова в Пловдив е поругана навръх 7 ноември 2012 г. Анонимни извършители надраскват със спрей „Така умират безродниците“. Младежкото обединение в БСП излиза с остър протест срещу акта, определен като „израз на мародерски манталитет“.
В провинция Хавана (Република Куба) с помощта на български специалисти в 1971-1973 г. е построена опитна селскостопанска станция "Лиляна Димитрова" (Estacion Experimental Horticola "Liliana Dimitrova"), през 1985 г. конвертирани в селскостопанския институт "Лиляна Димитрова" (Instituto de Investigaciones Hortícolas "Liliana Dimitrova").